# Dipartimento di General Lamadrid
General Lamadrid è un dipartimento argentino, situato nella parte nord-occidentale della provincia di La Rioja, con capoluogo Villa Castelli.
Esso confina a nord con il dipartimento di Vinchina, ad est con quello di Chilecito, a sud con il dipartimento di Coronel Felipe Varela e la provincia di San Juan, e ad ovest con la repubblica del Cile.
Secondo il censimento del 2001, su un territorio di 6.179 km², la popolazione ammontava a 1.717 abitanti, con un aumento demografico del 20,07% rispetto al censimento del 1991.
Il dipartimento, come tutti i dipartimenti della provincia, è composto di un unico comune, con sede nella città di Villa Castelli, che è anche l'unico centro urbano di una certa rilevanza del dipartimento.